# ليوث عفرين
لُيُوث عِفِرِّين أو العُوَيْفِيَّات أو أسد النمل أو فصيلة ميرميليونتيدي (الاسم العلمي: Myrmeleontidae)، هي فصيلة تتكون من نحو 2000 نوع من الحشرات في رتبة عرقيات الأجنحة. وهي معروفة بالعادات المفترسة ليرقاتها، والتي تحفر الحفر لاصطياد النمل العابر أو الفرائس الأُخَر. الحشرات البالغة أقل شهرة بسبب قصر عمرها نسبيًا مقارنة باليرقات. أما البالغات فتطير في الغالب عند الغسق أو بعد حلول الظلام وقد تُخلط بالعيسوب أو رعاشات الصغيرة. للعويفيات توزع عالمي. يوجد أكبر تنوع في المناطق المدارية، وتوجد بقلة في الأماكن الباردة المعتدلة. تشيع في الموائل الجافة والرملية حيث يمكن لليرقات بسهولة حفر حفرها، لكن بعض اليرقات تختبئ تحت الحطام أو تنصب كمينًا لفرائسها بين النثار. أشهر أجناسها ليث عفرين.